# Dužd
Riječ dužd (dijalektalni talijanski: doge, standardni talijanski: duce) označava vođu, a dolazi od latinskog dux. Ovaj naslov se koristio za šefa države u nekoliko talijanskih republika s okrunjenim vođom. Dvije najpoznatije takve republike su Venecija (Mletačka Republika) i Genova (Republika Genova).
Još jedna, praktički nezamjetiva takva "najuzvišenija republika" je bila Senarica u Abruzzu na jadranskoj obali središnje Italije. Ova država je također izabirala dužda, najvjerojatnije godišnje, od 1343. pa sve do pripojenja Napuljskom Kraljevstvu Sicilije 1797. godine.

## Poveznice
- popis mletačkih duždeva
- mletački dužd
- prokurator Sv. Marka
- genovski dužd